# 友第德割下何乐弗尼的头颅 (阿尔泰米西娅·真蒂莱斯基，那不勒斯)
《友第德割下何乐弗尼的头颅》（Judith Slaying Holofernes）是由意大利早期巴洛克艺术家阿尔泰米西娅·真蒂莱斯基的一幅画作，于1610年完成，现藏于意大利那不勒斯的國立卡波迪蒙特博物館。该作品展示的场景，在文艺复兴早期艺术中很常见，属于艺术评论家口中的“女性的力量”主题，表现女人战胜有力量的男人。其主题取自旧约圣经次经友弟德传，该书叙述以色列人女英雄友第德暗杀亚述将军何乐弗尼（天主教思高聖經譯名：敖羅斐乃）的故事。这幅画就表现那个时刻，友第德在女仆的帮助下，割下喝醉后睡着的何乐弗尼的头颅。
在1620年代初，她还画了这幅画的第二个版本，现藏于佛罗伦萨的烏菲茲美術館。

## 历史
《友第德割下何乐弗尼的头颅》是阿尔泰米西娅·真蒂莱斯基最著名的作品之一。真蒂莱斯基搬到佛罗伦萨以后，又画了这幅画的第二个版本。目前还没有关于此艺术品赞助人的信息。直到1827年西戈拉·萨维里亚·德·西蒙尼在那不勒斯将其出售时，真蒂莱斯基的國立卡波迪蒙特博物館版本的位置才为人所知。 阿尔泰米西娅生于1593年，是画家奥拉齐奥·真蒂莱斯基的女儿，并接受了他的许多培训。 阿尔泰米西娅·真蒂莱斯基画《友第德割下何乐弗尼的头颅》时，大约十七岁。在此之前，真蒂莱斯基 还完成了《苏珊娜和长老》和《圣母与圣婴》。这些艺术作品展示了真蒂莱斯基如何用身体运动和面部表情来表达情感。《友第德割下何乐弗尼的头颅》于1610年完成，当时艺术家阿戈斯蒂诺·塔西正在与奥拉齐奥·真蒂莱斯基合作。 由于这一事实，说《友第德割下何乐弗尼的头颅》在真蒂莱斯基强奸审判后完成，并不正确。
真蒂莱斯基画了另一幅画，《友第德和她的女仆》(1613–14)，描绘友第德拿着一把剑，而她的女仆拿着一个篮子，里面装着割下的人头。《友第德和她的女仆》在佛罗伦萨的皮蒂宫展出。Palazzo Pitti。真蒂莱斯基还有三幅画，在那不勒斯、底特律和戛纳，描绘她的女仆遮盖何乐弗尼的头颅，而友第德本人则看着画框外。真蒂莱斯基的父亲奥拉齐奥·真蒂莱斯基也是一位著名的画家；他也深受卡拉瓦乔风格的影响，也画了这个故事他自己的版本，《友第德和她的女仆与何乐弗尼的头颅》。

## 主题

### 圣经来源
友第德割下何乐弗尼的头颅的情节来自旧约圣经的次經友弟德传，该书叙述了以色列人女英雄友第德暗杀亚述将军何乐弗尼的故事。真蒂莱斯基借鉴了友弟德传最精彩的部分，就是斩首的情节。

## 主题
友第德割下何乐弗尼的头颅被认为是与妇女力量的主题有关。历史学家苏珊史密斯将“女性的力量”定义为“至少有两个，但通常更多，圣经，古代历史或小说中的知名人物，以表现一组相互关联的主题，包括女人的诡计，爱的力量和婚姻的考验。” 真蒂莱斯基在她的画中表现“女人的诡计”，从字面上描绘友第德，被展示为一个美丽的女人，吸引何乐弗尼，成为一个女英雄。

## 视觉分析
这幅画表现冷酷无情的身体，从喷涌四溢的鲜血，到两个女人杀人行动时的惊人能量。 女性搏斗的努力精准地表现在女仆的年轻细腻的脸上，她的脸被何乐弗尼那超大的肌肉拳头抓住了，因为他在拼命挣扎求生。这幅《友第德割下何乐弗尼的头颅》比较其佛罗伦萨版本，使用更深的原色。友第德身穿钴蓝色连衣裙，而女仆身穿红色衣服。两个女人的袖子都卷起来了。由于阿尔泰米西娅·真蒂莱斯基是卡拉瓦乔的追随者，她在这幅画中采用了暗色调主义（tenebrism）。灯光直接照在友第德割下何乐弗尼的头颅的现场。

## 友第德的描绘
许多不同的艺术家都描绘了《圣经》中的女英雄友第德。由于在巴洛克艺术中，表现女人征服男人很流行，友第德成为艺术家笔下流行的圣经题材。艺术家们根据时代潮流，在描绘友第德时，选择了不同的风格。

### 文艺复兴

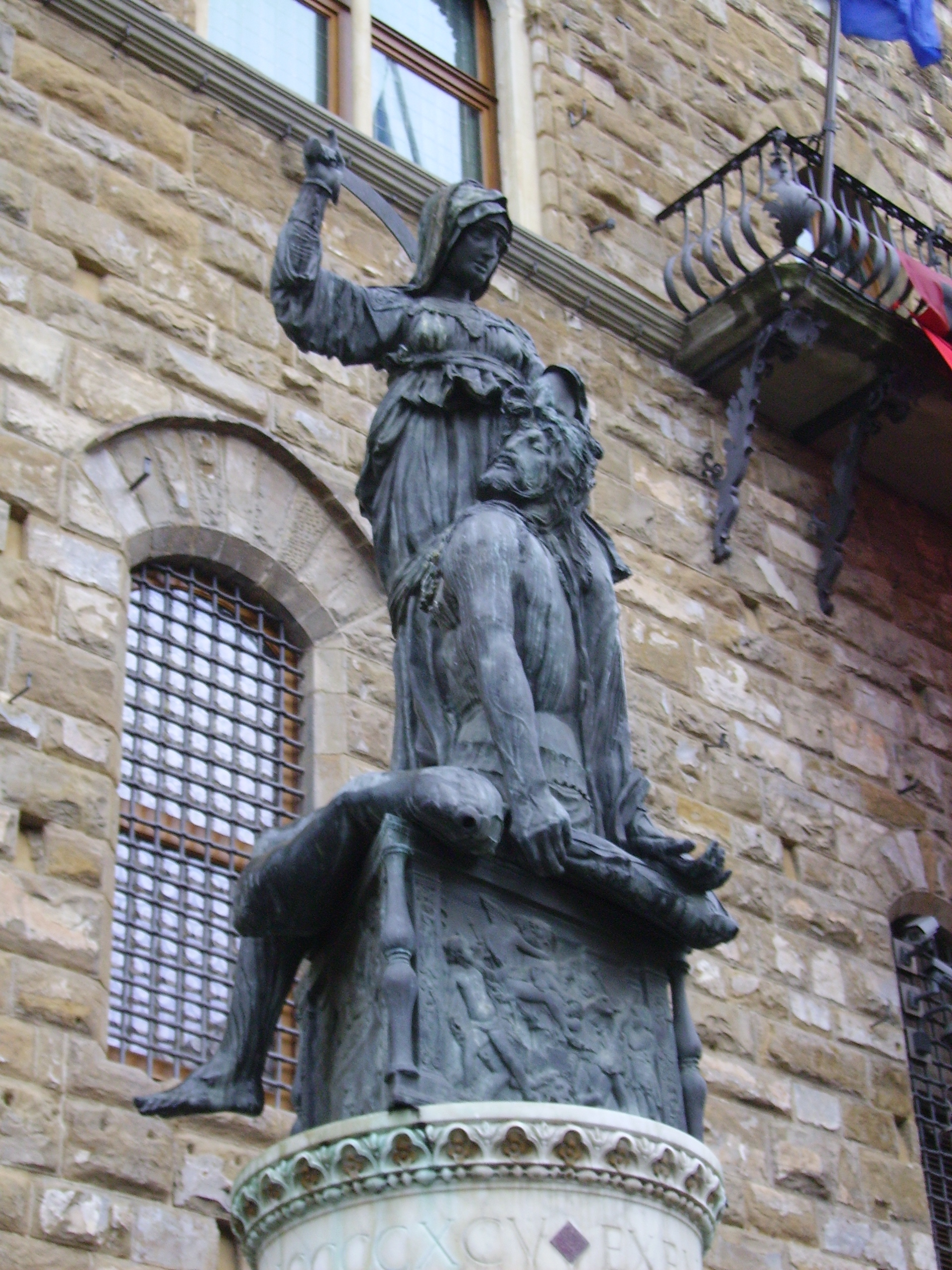
多那太罗, 《友第德与何乐弗尼》, c. 1457–1464. 青铜; 236cm 旧宫, 佛罗伦萨

文艺复兴描绘友第德已有很长的历史。 许多艺术家认为，女英雄友第德具备许多不同的品质，如贞洁和谦逊。 老卢卡斯·克拉纳赫画了一个非常直截了当的友第德版本，现在被称为《友第德与何乐弗尼的头颅》。 克拉纳赫笔下的友第德手中持剑，脸上露出一丝神情。她穿着华丽的绿色连衣裙，观众只能看到她的中上部分。她的身体被切断，由于大理石窗台放着何乐弗尼的头颅。没有涌出的血，友第德似乎已经干净利落地割下了何乐弗尼的头颅。友第德面部的表情对应斩首的强度。真蒂莱斯基捕捉到了友第德面部的情绪，但更多保持了血液溅在床上的医学准确性。真蒂莱斯基的《友第德割下何乐弗尼的头颅》表现友第德的斩首行动，而不是克拉纳赫版本那样表现她和何乐弗尼的头颅。 多那太罗也贡献了他自己的解释，有一尊雕塑称为《友第德与何乐弗尼》。在这尊雕塑中，友第德高耸在何乐弗尼头上，头上有一把剑。何乐弗尼的身体倒下，他的头仍然依附在他的身体上。多那太罗的《友第德与何乐弗尼》试图象征骄傲的主题，并作为美第奇家族的警示故事。作家罗杰·克鲁姆指出：友第德的手势，拉回将军的头，确定她的下一个打击，也使骄傲的脖子更加明显。 与多纳泰罗的雕塑不同，真蒂莱斯基展示友第德在斩首的时刻战胜了何乐弗尼。真蒂莱斯基还表现友第德和女仆都没有遮盖头部。

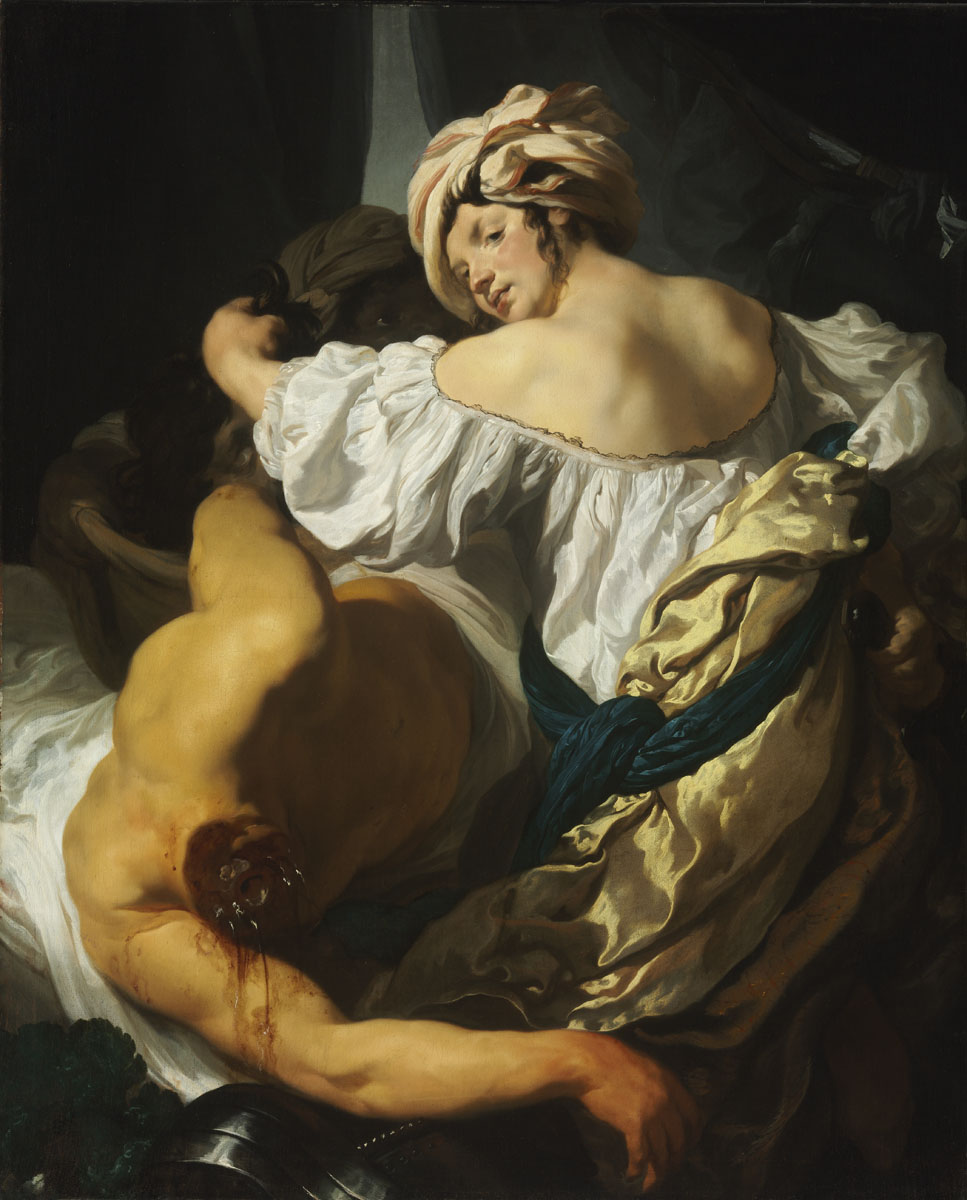
约翰·利斯：《友第德在何乐弗尼的帐篷中》，1622. 油画; 128.5 x 99 cm. 国家美术馆， 伦敦

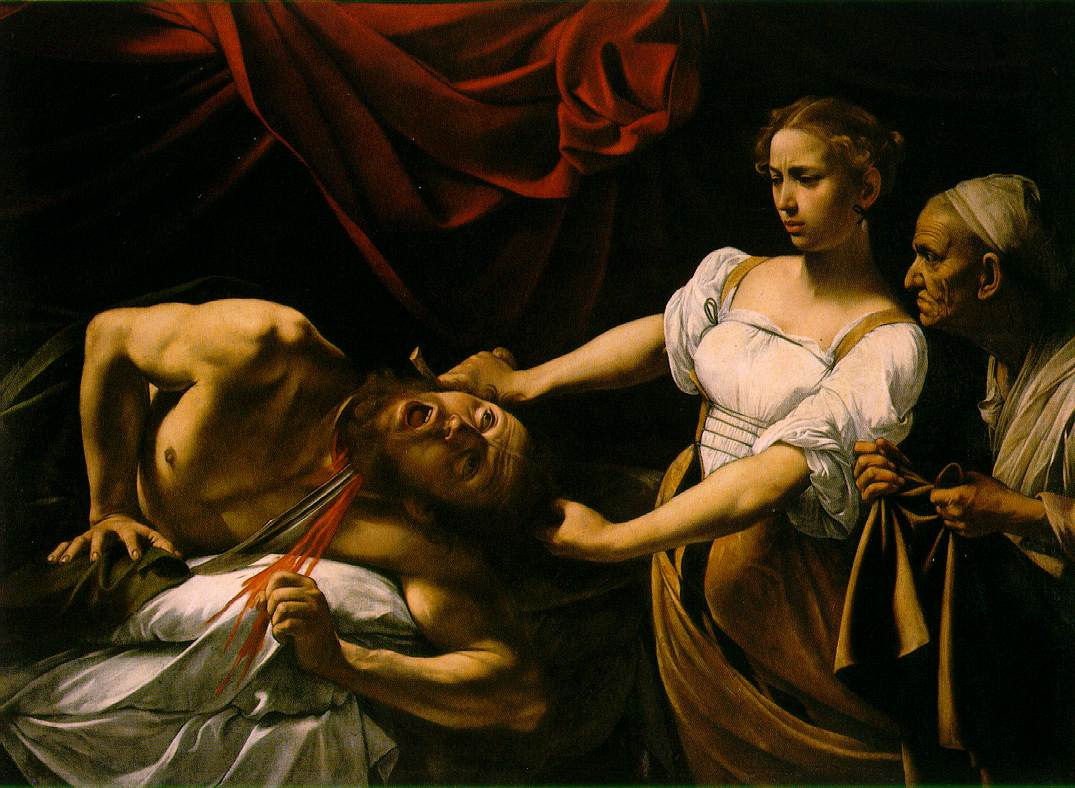
卡拉瓦乔：《友第德割下何乐弗尼的头颅》,1599. 油画; 145x195 cm, 國立古代藝術美術館，巴貝里尼宮，罗马

### 巴洛克
在巴洛克艺术家中，“友第德割下何乐弗尼的头颅”是一个非常热门的题材。阿尔泰米西娅·真蒂莱斯基的同时代人约翰·利斯与巴洛克风格保持同步，他的画作《友第德在何乐弗尼的帐篷中》描绘了恐怖的画面，何乐弗尼的无头身体倒下，友第德把他的头扫进篮子里，显出行动敏捷的样子。女佣的头部在背景中，看不见她身体的其余部分。她似乎渴望看到友第德接下来会往什么方向。 何乐弗尼的无头身体涌出血来，显示利斯对人体的兴趣。 真蒂莱斯基的画中也有类似的紧迫感，但表现的是友第德正在斩首，而不是表现何乐弗尼无头的身体。真蒂莱斯基在她的绘画中也描绘了同样多的血。

#### 卡拉瓦乔的影响
卡拉瓦乔的《友第德割下何乐弗尼的头颅》显示了对这一幕的不同描述。玛丽·加拉德指出，卡拉瓦乔重新引入了叙事重点，但现在关注故事的戏剧性，而非故事的史诗特征以及两个主要人物之间的人类冲突。 卡拉瓦乔描绘何乐弗尼握住从脖子流出来的血液。而真蒂莱斯基的不同之处，在于并不回避可怕的画面，凸显友第德全力以赴去杀人，甚至雇用她的女仆。卡拉瓦乔和真蒂莱斯基的绘画中，在背景中都明显缺乏装饰细节。"。。
已有许多艺术家画过“友第德割下何乐弗尼的头颅”，包括乔尔乔内、提香、伦勃朗、鲁本斯和卡拉瓦乔。
卡拉瓦乔的《友第德割下何乐弗尼的头颅》被认为是这幅作品的主要来源，他的影响表现在真蒂莱斯基带给她画布的自然主义和暴力。

## 史学
艺术史学家和传记作家对于《友第德割下何乐弗尼的头颅》有许多不同的解释和观点。艺术史学家玛丽·加拉德认为，《友第德割下何乐弗尼的头颅》将友第德描绘成一个“社会解放的女人，惩罚男性的不法行为。”。尽管这幅画描绘的是《圣经》中的经典场景，但艺术史学家认为，真蒂莱斯基把自己描绘成友第德， 把因强奸她而受审并被判有罪的导师阿戈斯蒂诺·塔西画成何乐弗尼。真蒂莱斯基的传记作家玛丽·加拉德曾提出要对这幅画进行自传式阅读，称它的作用是“艺术家私人的表达，也许是压抑的愤怒” 另一些人则建议采取更加女权主义的方法。格里塞尔达·波洛克建议，对这幅画应该更少暗示性提及阿尔泰米西娅的经历，更多视为艺术家对她生活中事件和工作的历史背景的升华反应的编码。

## 评价
对《友第德割下何乐弗尼的头颅》的接受各不相同。佛罗伦萨传记作者菲利波·巴尔迪努奇将《友第德割下何乐弗尼的头颅》描述为“激发不小的恐怖”。这幅画非常受欢迎，主要是因为圣经场景的怪诞性质，也因为艺术家的性别。1827年，当这幅画被西戈拉·萨维里亚·德·西蒙尼出售时，被作为卡拉瓦乔的作品出售。 这种混乱表明，真蒂莱斯基被视为卡拉瓦喬主義者。近几十年来，人们对这幅画的艺术史兴趣浓厚，伊娃·施特劳斯曼-普夫兰泽解释说，这幅画因其女性主义内涵，而在艺术史上与众不同。